# Lucas Ontivero
Lucas Elías Ontivero (nacido el 9 de septiembre de 1994 en San Fernando del Valle de Catamarca, Provincia de Catamarca, Argentina) es un futbolista argentino que juega como delantero en Cumbayá Fútbol Club de la Serie A de Ecuador.

## Trayectoria
Ontivero hizo sus primeros pasos en el Club San Lorenzo de Alem, en Catamarca. A los 12 años fue observado por el Real Madrid, donde estuvo 3 meses y fue capitán de su categoría. Tres años después se fue a México donde jugó en el Mérida FC. Luego también pasó por Tottenham de Inglaterra, y Milan y Genoa, en Italia, pero sin poder ser fichado debido a reglas de la FIFA hasta volver nuevamente a México.
En febrero de 2011, de la mano de Antonio Mohamed, el Turco, director técnico en aquel momento, recaló en Independiente donde comenzó a jugar en la 6.ª división. El 1 de diciembre de 2011, sin ser parte del plantel de reserva, fue subido al plantel superior por Ramón Díaz, el Pelado. En su primera práctica logró hacerle un gol de tiro libre a Adrián Gabbarini.
Cuando Javier Cantero toma la conducción de Independiente, definen hacerle un contrato por 6 meses con opción a prórrogas de dos años más. Las prórrogas no son avaladas por FIFA y terminados los 6 meses y debido a una mala relación con Cristian Díaz,
su representante, Juan Manuel Arandilla decide llevárselo libre de Independiente.
Ontivero recayó en el Centro Atlético Fénix de Uruguay donde recibió la habilitación de FIFA. El 13 de abril de 2013 hizo su debut oficial en la Primera División de Uruguay, jugando 25 minutos en la victoria su equipo de 3 a 2 sobre Central Español. En ese partido la actuación de Ontiveros fue decisiva para anotar el segundo gol de su equipo. Casi un mes después, el día 11 de mayo, marco su primer gol como profesional en un duelo contra Cerro en el Estadio Parque Capurro donde los de Fénix se impusieron por 3 a 0.
A principios del 2014 el Galatasaray le compró la totalidad del pase de Ontivero en 2 millones de euros brutos, esperanzados en contar con un joven prospecto con gran proyección futura. Sin embargo el argentino no logró afianzarse en el club turco, por lo que, tras un paso por el Gaziantepspor, jugó en el fútbol de Hungría y de Eslovenia, para terminar disputando la Major League Soccer con el equipo canadiense Montreal Impact.
A principios del 2017 llegó a la Universidad de Chile por un año. El día miércoles 25 de enero fue presentado en la institución santiaguina, siéndole asignado el dorsal 20. Diez días después debutó con la camiseta azul en un partido ante Deportes Iquique, ingresando al minuto 57. Sin embargo su equipo cayó derrotado por 0-2. Jugó seis encuentros más antes de dejar el club, envuelto en una polémica por indisciplinas, siendo luego presentado por el Venados FC mexicano.
A principios de 2018 finalmente pudo debutar en el fútbol profesional de su país al ser contratado por Chacarita Juniors, donde solamente jugó pocos minutos en tres partidos. Después de esta experiencia rescindió el contrato con la entidad y se fue a jugar a la Superliga de Malasia. Empero terminó formando parte de la plantilla del Johor Darul Takzim II FC, el equipo filial del Johor Darul Takzim FC que juega en la Premier League de Malasia. 
Tras su experiencia en el Sudeste Asiático, recaló en el Orlando City B de la tercera categoría de los EE. UU. y luego en el Esporte Clube Juventude de la segunda categoría de Brasil. En octubre de 2020 fichó con Rentistas, en lo que significó su retorno a Uruguay tras su paso por Fénix. Aunque estuvo un año entero en el club, apenas vio acción en partidos oficiales. 
En julio de 2022 regresó a la competición fichado por el Sportivo Trinidense de la División Intermedia, la segunda división del fútbol profesional de Paraguay.
El 3 de agosto de 2023 fue anunciado por una temporada en Cumbayá Fútbol Club de la Serie A de Ecuador.

## Clubes
Actualizado al último partido disputado el 30 de noviembre de 2024.
| Club                          | País           | Año           | Partidos | Goles |
| ----------------------------- | -------------- | ------------- | -------- | ----- |
| Fénix                         | Uruguay        | 2013          | 10       | 2     |
| Galatasaray                   | Turquía        | 2013-2016     | 5        | 0     |
| → Gaziantepspor (cedido)      | Turquía        | 2014          | 4        | 0     |
| → Budapest Honvéd (cedido)    | Hungría        | 2015          | 2        | 0     |
| → Olimpija Ljubljana (cedido) | Eslovenia      | 2015          | 13       | 4     |
| → Montreal Impact (cedido)    | Canadá         | 2016          | 23       | 2     |
| Universidad de Chile          | Chile          | 2017          | 7        | 0     |
| Venados FC                    | México         | 2017          | 16       | 2     |
| Chacarita Juniors             | Argentina      | 2018          | 3        | 0     |
| Johor Darul Takzim II FC      | Malasia        | 2018-2019     | 10       | 2     |
| Orlando City B                | Estados Unidos | 2019          | 5        | 1     |
| Juventude                     | Brasil         | 2020          | 3        | 0     |
| Rentistas                     | Uruguay        | 2020-2021     | 6        | 0     |
| San Lorenzo de Alem           | Argentina      | 2022          | --       | --    |
| Sportivo Trinidense           | Paraguay       | 2022-2023     | 3        | 0     |
| Cumbayá F. C.                 | Ecuador        | 2023-act.     | 20       | 3     |
| Total carrera                 | Total carrera  | Total carrera | 130      | 16    |

## Palmarés
| Título               | Club                 | País    | Año     |
| -------------------- | -------------------- | ------- | ------- |
| Copa de Turquía      | Galatasaray          | Turquía | 2013-14 |
| Supercopa de Turquía | Galatasaray          | Turquía | 2015    |
| Primera División     | Universidad de Chile | Chile   | 2017-C  |